# عاشقانه نیست
«عاشقانه نیست» (به انگلیسی: Not About Love) ترانه‌ای سروده شده توسط خواننده و ترانه‌پرداز آمریکایی فیونا اپل و به تهیه‌کنندگی مایک الیزوندو و برایان کهیو که در سومین آلبوم استودیویی وی تحت عنوان ماشین شگفت‌انگیز (۲۰۰۵) قرار دارد. این ترانه در ژانویهٔ سال ۲۰۰۶ به‌عنوان سومین تک‌آهنگ منتشر گردید.